# Минийцы
Минийцы (др.-греч. Μινύες), согласно греческой мифологии — полулегендарная автохтонная группа, населявшая Эгейский регион. Согласно Геродоту, пеласги изгнали минийцев с острова Лемнос. Центром минийцев был город Орхомен в Беотии.

## Проблема терминологии
Существует термин «минийская керамика» (около 2100—1550 гг. до н. э.), обозначающий характерный среднеэлладского периода истории Греции тип керамики; название данной керамики обманчиво, поскольку она, скорее всего, лишь косвенно связана с минийским народом. Керамика была названа «минийской», поскольку её первые образцы происходили из Орхомена Минийского.
Во второй половине XX века среди археологов была весьма популярна точка зрения, что «минийская керамика» была связана с приходом на Балканы прото-греков. В настоящее время эта точка зрения теряет сторонников в связи с неразрешимыми противоречиями. Предполагается, что микенские греки достигли Крита около 1450 года до н. э. На Балканском полуострове греки должны были появиться раньше, скорее всего, около 1600 году до н. э. (к этому периоду относится появление характерных шахтовых захоронений). Таким образом, «минийская керамика» опережает приход греков на несколько веков. В то же время минийская керамика была общеэлладской традицией, то есть могла создаваться как минийцами, так и пеласгами и другими народами элладского периода. Незадолго до возникновения микенской культуры минийскую керамику вытесняет минойская.

## Минийцы в древнегреческих источниках
Греки не всегда чётко отличали минийцев от пеласгов, для которых также предполагается автохтонное происхождение (по другой версии, пеласги были догреческим населением, мигрировавшим в Грецию в более ранний период). Греческие мифологи считали, что минийцы происходят от царя Миния — вероятно, такого же легендарного, как и Пеласг (мифический эпонимный предок пеласгов). Павсаний ассоциирует минийцев с беотийским городом Орхомен: «Теос населяли минийцы из Орхомена, которые прибыли туда вместе с Атамасом».
Геродот неоднократно утверждает, что пеласги обитали в отдалённом прошлом вместе с афинянами в Аттике, а после того, как их изгнали из Аттики, в свою очередь, изгнали с Лемноса минийцев. После изгнания пеласгами со своих родных земель минийцев приняли у себя спартиаты. «… лакедемоняне решили принять минийцев … дали им земельные наделы и распределили по филам. После этого минийцы тотчас же взяли себе в жены (спартанок), а привезенных с собой с Лемноса дочерей и сестер выдали замуж за лакедемонян. Спустя немного времени минийцы стали держаться высокомерно, требовали себе долю в царской власти и совершали другие недостойные поступки».
Геракл, чьи подвиги обычно связываются с торжеством олимпийских обычаев над старыми традициями, согласно одному из мифов, прибыл в Фивы и обнаружил, что местные греки ежегодно выплачивали гекатомбу (дань в 100 быков) Эргину, царю минийцев (Bibliotheke ii.4.11), якобы за смертельное ранение, нанесённое Климену, царю минийцев, случайным броском камня; данный миф упоминает также Диодор Сицилийский, iv.10.3. Геракл напал на группу минийских посланцев, отрезал им уши, носы и руки. Затем он связал их друг с другом и потребовал отнести «дань» (отрубленные части тела) Эргину. Эргин пошёл войной на Фивы, однако Геракл вместе с фиванцами разгромил минийцев, при этом Эргин был убит, а минийцы принуждены платить фиванцам вдвое большую дань. Гераклу также приписывают сожжение дворца в Орхомене: «Затем, появившись неузнанным перед городом орхоменцев и проскользнув в их ворота, он поджёг дворец минийцев и уничтожил город дотла».
Аргонавтов иногда называли «минийцами», поскольку мать Ясона происходила родом из них, кроме того, в путешествии участвовали несколько его двоюродных братьев.